# ルハマ
ルハマ（Ruhama、ヘブライ語: רֻחָמָה‎ =「慈悲」の意）は、イスラエル南部のネゲヴの砂漠地帯に位置するキブツ。1911年に建設された当初の集落は、ネゲヴにおける近代では最初のユダヤ人集落とされた。スデロットの東方10kmほどの位置の、自然保護区に囲まれた場所にあり、行政区画の上ではシャアール・ハネゲフ地域評議会に属する。2018年時点の人口は、687人。

## 歴史
ルハマが最初に建設されたのは1911年のことで、その土地は同年に、イマヌエル・ヴェリコフスキーの父であったシモン・ヴェリコフスキー (Simon Velikovsky) がモスクワで組織したロシアのユダヤ人の団体シュリート・イスラエルによって購入されたもので、この団体はイスラエルの地のユダヤ人農業入植地に投資をしていた。集落名は聖書ホセア書第1章6節にある、ホセアが神から娘の名とするよう命じられた名「ロルハマ (Lo-Ruhamah)」、すなわち「慈悲なし」に由来し、同じく2章23節の「あわれまれぬ者をあわれみ (And I will have mercy upon her that had not obtained mercy)」を踏まえている。「1912年には自噴する掘抜き井戸が掘削され、地下50mから豊富な量の水を得ることができるようになった」とされる。入植者たちの中には、社会主義者のシオニズム運動家だったハショマー・ハツァイルもいた。しかし、最初に入植した人々は、1917年にオスマン帝国によって追放されてしまった。この最初の集落があった場所には、老朽化した博物館の建物しか残っていない。
しかし、掘り抜き井戸があったために、エドモンド・アレンビー将軍指揮下の連合軍は、ルハマに司令部の拠点を置き、そこから「イギリス陸軍とユダヤ系アメリカ人軍団によるパレスチナの制圧 (the British Army and the Jewish-American Legion conquered Palestine)」をおこなった。
ハショマは、ルハマの農場を、ガザ・ベエルシェバ線に沿った前線基地と位置付けていた。
イギリス委任統治領パレスチナの時代には、集落を再興しようとする動きが2度企てられたが、1929年の嘆きの壁事件、1936年のパレスチナ独立戦争におけるアラブ人たちの動きによって計画は頓挫した。1944年に、ようやくキブツが再創設され、人口は399人まで増えた。

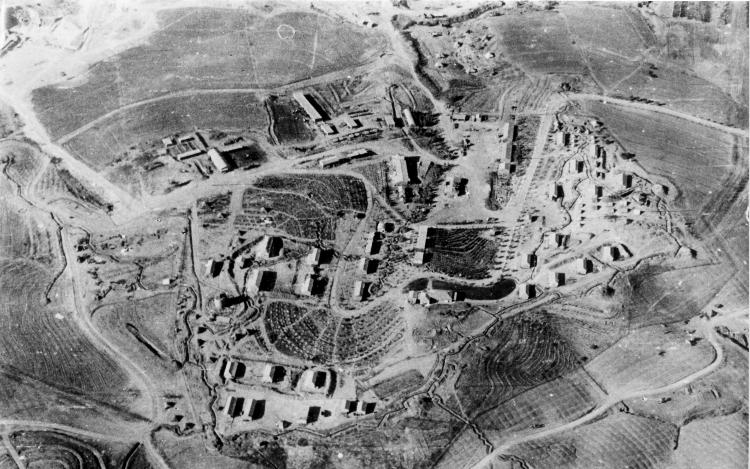
上空から見たルハマ、1948年8月。
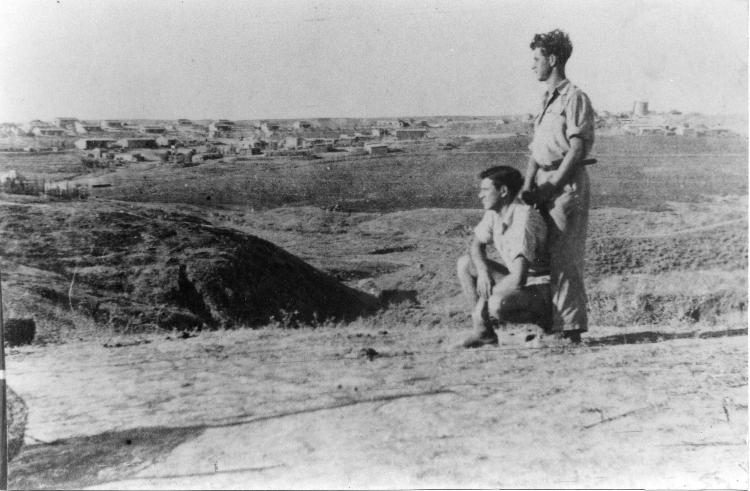
ルハマのキブツ、1948年。
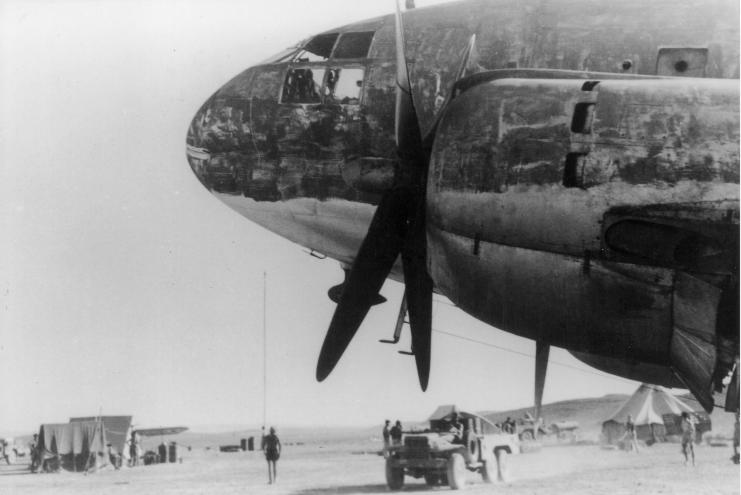
アヴァク作戦（英語版）当時のルハマの飛行場、1948年8月。
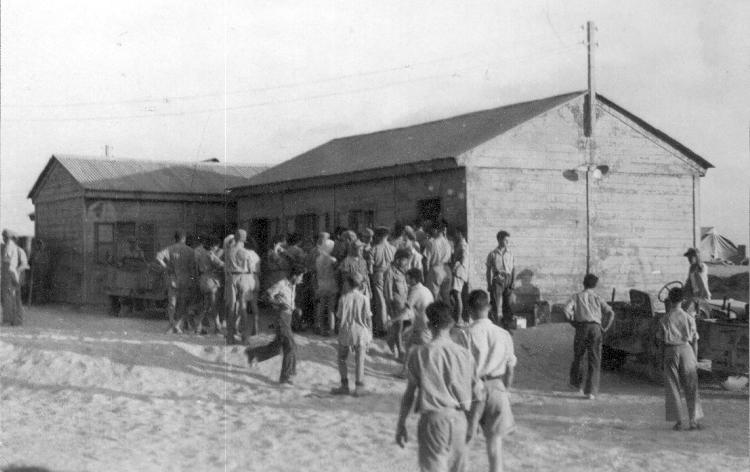
ルハマのキブツに置かれた、イフタク旅団（英語版）の司令部、1948年
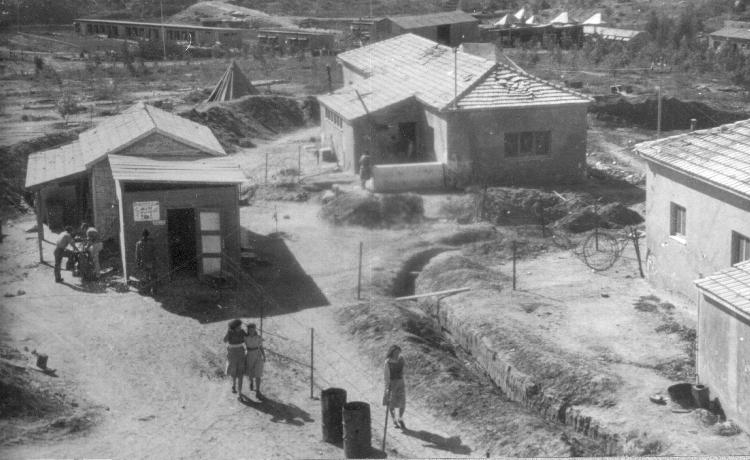
ルハマのキブツ、1948年。
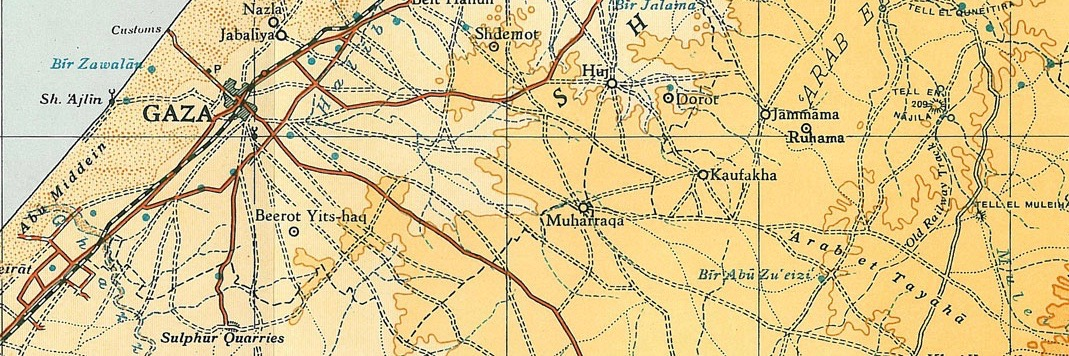
ルハマの地図、1945年。 1:250,000
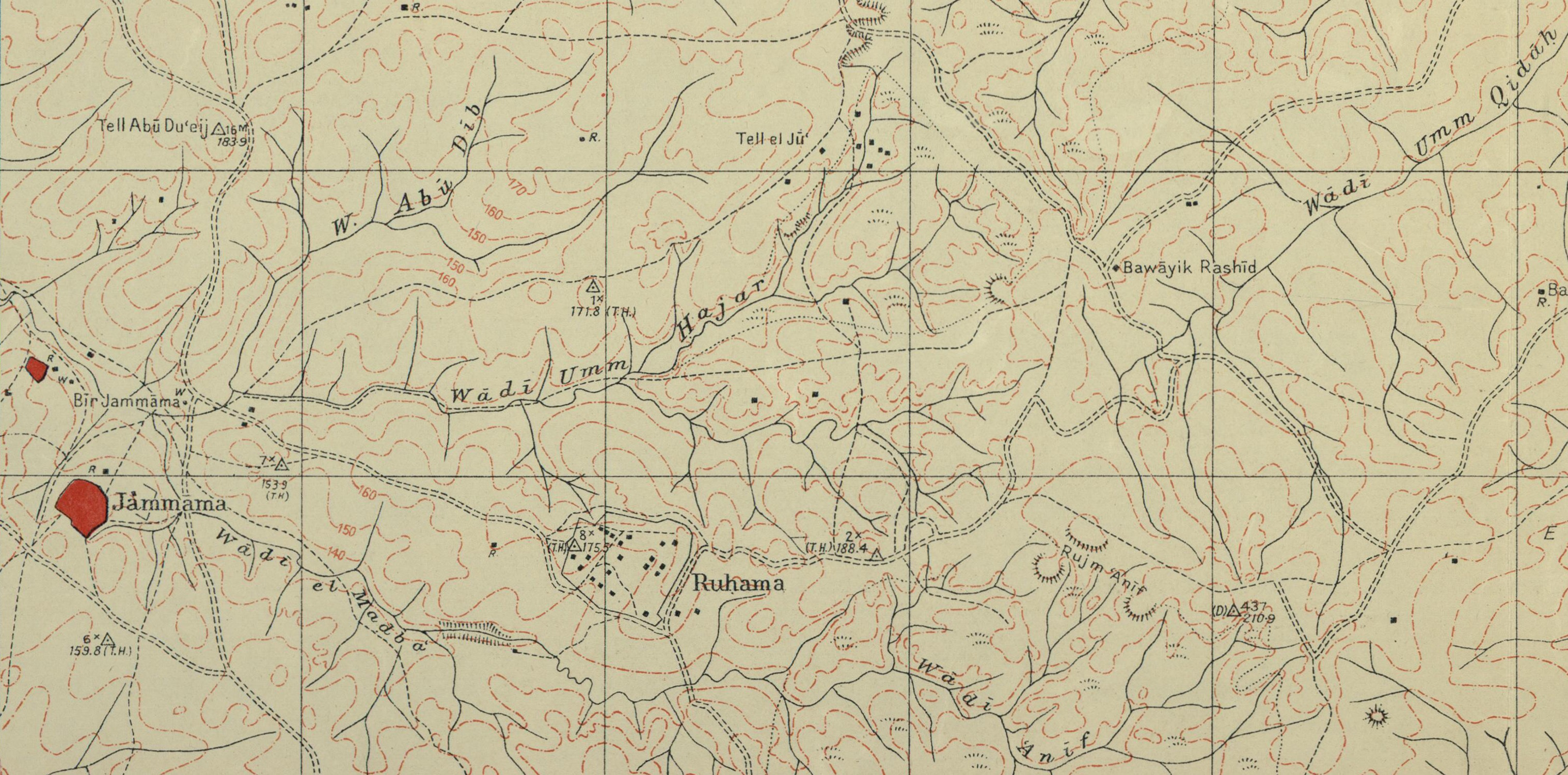
ルハマの地図、1947年。 1:20,000

2006年の映画『Sweet Mud』は、ルハマとニル・エリヤフで撮影された。
2006年、若手の比較的自由主義的なルハマの住民たちがシナゴーグの建設を企てたが、高齢の、断固たる共産主義者の論客たちによって阻止された。その後、2012年に至って、ガザの近くでミサイル攻撃によって殺された少年の名を冠したシナゴーグが、ルハマに建てられた。